# Karlfried Gründer
Karlfried Gründer (Leśna, 23 de abril de 1928 - Friburgo em Brisgóvia, 12 de março de 2011) foi um filósofo alemão vinculado à história dos conceitos.

## Carreira acadêmica
Karlfried Gründer estudou filosofia na Universidade de Münster, onde trabalhou como assistente do filósofo Joachim Ritter, com quem realizou seu doutorado em 1958 com um trabalho sobre Johann Georg Hamann. Gründer foi professor de filosofia na Universidade Ruhr Bochum de 1970 a 1979, tendo realizado uma importante contribuição para o estabelecimento e desenvolvimento do Instituto de Filosofia da universidade. No período em que lecionou em Bochum, Gründer se envolveu na edição do Dicionário Histórico de Filosofia ao lado de Joachim Ritter e Gottfried Gabriel. Em 1979, Gründer passou a lecionar na Universidade Livre de Berlim.

## Obra
- 1958 - Figura e história. "Considerações bíblicas" de Johann Georg Hamann como uma abordagem para uma filosofia da história (Figur und Geschichte. Johann Georg Hamanns 'Biblische Betrachtungen' als Ansatz einer Geschichtsphilosophie)
- 1970 - Sobre a filosofia do conde Paul Yorck von Wartenburg. Aspectos e novas fontes (Zur Philosophie des Grafen Paul Yorck von Wartenburg. Aspekte und neue Quellen)
- 1971-2007 - Dicionário Histórico de Filosofia (Historisches Wörterbuch der Philosophie)
- 1982 - Reflexão de continuidades. Para o pensamento histórico das últimas décadas (Reflexion der Kontinuitäten. Zum Geschichtsdenken der letzten Jahrzehnte)